# كازبلانكا (فلم 1942)
كازبلانكا (بالإنجليزية: Casablanca) هو فيلم رومانسي صدر عام 1942 خلال الحرب العالمية الثانية، في مدينة الدار البيضاء، المغرب. الفيلم من إخراج مايكل كورتيز، ومن بطولة همفري بوغارت ممثلاً شخصية ريك بلين، وإنغريد بيرغمان ممثلة شخصية إيلسا لوند.

## القصة
بيئة الحدث الدار البيضاء خلال الحرب العالمية الثانية بعد سقوط فرنسا بفترة ليست بعيدة، التاريخ ديسمبر 1941 (كما ذكر ريك بلين في الفيلم) حيث تدفق اللاجئون يقصدون الدار البيضاء فرارا من رحى الحرب الدائرة والتهديد المستمر من قبل النازية، وتعتبر الدار البيضاء نقطة الانطلاق إلى أسبانيا ومنها إلى أمريكا حيث تكون الحرية. ولكن لابد أن يحصل اللاجئون أولا على تأشيرة خروج باهظة الثمن قبل ركوب الطائرة التي سوف تقلهم إلى البلد المنشود. ويحصل اللاجئون على هذه التأشيرات إما بطريقة مشبوهة أو من السوق السوداء.
ريك بلين، الذي لعب دوره في الفيلم الممثل همفري بوغارت، شاب أمريكي يعيش في منفاه بالدار البيضاء حيث يمتلك أشهر حانة في المدينة تعرف باسم ((مقهى ريك الأمريكي)) بينما لا يجد مشاهد الفيلم من يخبره عن السبب الذي يمنع ريك من العودة إلى الولايات المتحدة، غير أن لويس رينالت رئيس شرطة الذي يقوم بدوره في الفيلم الممثل كلود راينز، والذي يتحلى بالروح الرومانسية العاطفية يميل إلى الاعتقاد بأن السبب وراء عدم استطاعة ريك العودة إلى موطنه هو أن ريك قتل أحدهم.
تعتبر حانة ريك موطن لجميع الشخصيات المغمورة التي تقوم بأعمال مغمورة ولكنه ليس له أي علاقة بهذه الأعمال كما أنه لا يرغب في التورط في الأنشطة السياسية المحلية أو العالمية، وبالتالي يفضل ريك البقاء محافظا على الحياد المطلق بحيث لا يميل إلى أي طرف من الأطراف المتورطة في الحرب.
وهناك في نهاية الطريق يظهر أوجارت الذي يلعب دوره الممثل ((بيتر لوري)) ومعه خطابي اجتياز لهما طابع خاص تماما، حيث يعطيان لحاملهما الحق في مغادرة الدار البيضاء دون التعرض للمسائلة، غير أن ريك لم يكن لديه انطباع طيب عن أوجارت إلا بعد أن علم بمقتل اثنين من موظفي البريد الألمان لدى سعيهم في الحصول على خطابات الاجتياز، وعليه تغير موقف ريك من أوجارت، الذي طلب من ريك أن يحتفظ بالخطابين إلى أن يأتي الزبون المنتظر لشرائهما، فوافق ريك، في نفس الوقت تم اعتقال أوجارت وقتل في ظروف غامضة، ربما وهو يحاول الهرب أو منتحرا. ويبدو أن الزعيم النازي الميجور ستراسر الذي يقوم بدوره كونراد فيدت، والكابتن رينالت لم يقررا بعد المسلسل العملي الذي سوف ينفذوه.
وذات ليلة دخلت المقهى ((إلسا لاند)) التي تقوم بدورها الممثلة إنغريد بيرغمان، يليها فيكتور لازلو ويقوم بدوره الممثل بول هنريد، تعرفت إلسا على عازف البيانو ((سام)) الذي يقوم بدوره دلي ويلسون، وسألت عن أخبار ريك وطلبت من سام أن يعزف لها أغنية ((مر الزمان)) ففعل على مضض. ويبدو أن ريك لم يكن يحب هذه الأغنية فجاء كالصاعقة يريد أن ينهر سام بعنف، وفجأة توقف لما رأى إلسا.
من خلال اللفتات المتبادلة اتضح أن الإثنين يعرفان بعضهما وأنهما كانا على علاقة غرامية عندما كانا في باريس في الوقت الذي كان الألمان يغزون البلاد. حيث كان من المفترض أن يرحلوا عن باريس معا ولكن إلسا تركت ريك في محطة القطار، لذلك رحل ريك وسام بمفردهما. وكان لهذا الموقف أثره العميق في ذاكرة ريك الذي حمل مشاعر مريرة تجاه إلسا. زوجها فيكتور لازلو زعيم كبير في حركة المقاومة ضد النازية وكان لابد أن يغادر الدار البيضاء قبل أن يختفي في ظروف غامضة. ولسوء الحظ لم يحصلا على الخطابات الضرورية من المصادر الشرعية للسفر والنزوح خارج البلاد نظرا لتدخل النازيين بأمر من الميجور ستراسر.
ولقد كان ريك لديه ما يريدان، فقد علم الاثنان من السيد فراري، زعيم الأنشطة الغير شرعية في الدار البيضاء ومالك الـ “بلو باروت” (الببغاء الأزرق) وهو ثاني أكبر الحانات في المدينة، والذي يلعب دوره سيدني غرينستريت، أن ريك ربما يكون لديه طلبهما، ولكن ريك يتذكر أنه ترك وحده في باريس إذ تخلت عنه حبيبته المزعومة (إلسا)، ولذلك كان يرفض تماما مساعدة الزوجين في الفرار من البلاد.
جاءت إلسا إلى ريك في ساعة متأخرة من الليل وهددته بمسدس، ولكن لما رأت أن ذلك لن يجدي، أخذت توقظ حبها الدفين، الذي لم يكن مات بعد، والراقد في أعماق قلبها، وقالت أنها سوف تبقى معه إذا وافق على إعطاء فيكتور الخطاب ليتمكن من الخروج من البلاد. ووافق ريك على الاتفاق وباع حانته للسيد فراري. وقال للكابتن لويس رينالت أن يلقي القبض على فيكتور وهو في الصالون وهو يمسك بالاوراق. وعندما وصل لويس محاولا إلقاء القبض على فيكتور، أخرج ريك مسدسه وشهره في وجهه وحمله على إبلاغ الشرطة لإخلاء الطريق إلى المطار، ولكن في الحقيقة أن لويس اتصل بالميجور ستراسر الذي ذهب إلى المطار حيث أطلق ريك عليه النار، واستقلت إلسا وزوجها فيكتور الطائرة إلى ليسابون، بينما غادر ريك ولويس الدار البيضاء معا.

## الممثلون الرئيسيون
| الاسم           | صورة | لعب دور         | نبذة عنه |
| --------------- | ---- | --------------- | --- |
| همفري بوغارت    |      | ريك بلين        | همفري بوغارت (15 ديسمبر 1899 - 14 يناير 1957) حصل على جائزة الأوسكار لأفضل ممثل رئيسي في عام 1951، عن دوره في فيلم الملكة الأفريقية. |
| إنغريد بيرغمان  |      | إلسا لاند       | إنغريد بيرغمان (29 أغسطس 1915 - 29 أغسطس 1982) حصلت على جائزة الأوسكار لأفضل ممثلة رئيسية مرتين الأولى في عام 1944 في فيلم غازلايت، والثانية عام 1956 في فيلم أناستازيا والثالثة لأفضل ممثلة ثانوية عام 1974 في فيلم Murder on the Orient Express. |
| بول هنريد       |      | فيكتور لازلو    | بول هنريد (10 يناير 1908 - 29 مارس 1992) كان ممثلا ومخرجا للأفلام وقد عرفه الناس من خلال فيلم كازبلانا (الدار البيضاء) عندما لعب دور فيكتور لازلو زوج إلسا لاند.                                                                                   |
| كلود راينز      |      | لويس رينالت     | كلود راينز (10 نوفمبر 1889 - 30 مايو 1967) ممثل ومسرحي أمريكي ترشح 4 مرات لجائزة الأوسكار لأفضل ممثل ثانوي وواحدة منهم كانت عن دوره في فيلم كازبلانكا.                                                                                             |
| كونراد فايت     |      | الميجور ستراتسر | كونراد فايت(22 يناير 1893 - 3 أبريل 1943) ممثل ألماني لعب دور الجوكر في فيلم The Man Who Laughs عدو باتمان الشهير، وبعد عام واحد من تصوير فيلم كازبلانكا توفي بأزمة قلبية عندما كان يلعب الغولف في لوس أنجلوس.                                     |
| سيدني غرينستريت |      | السيد فيراري    | سيدني غرينستريت (27 ديسمبر 1879 - 18 يناير 1954) ممثل إنجليزي كان أبوه تاجرا للجلود ولديه 7 أشقاء، وقد مثل مع بيتر لوري ثمانية أفلام معا، وتوفي بمرض السكري عام 1954.                                                                              |
| بيتر لوري       |      | أوجارت          | بيتر لوري (26 يونيو 1904 - 23 مارس 1964) |

## جوائز الأوسكار
لقد حصل فيلم كازبلانكا على 3 جوائز أوسكار وهي :
- جائزة أفضل فيلم في مهرجان الأوسكار — المنتج هارولد برنت والس
- جائزة أفضل مخرج في مهرجان الأوسكار - مايكل كورتيز
- جائزة أفضل سيناريو في مهرجان الأوسكار - جوليوس أبشتاين، فيليب أبشتاين وهوارد كوتش.

## روابط خارجية
- مقالات تستعمل روابط فنية بلا صلة مع ويكي بيانات